# 兵法
兵法是古代兵家的用兵之法。簡言之，兵法就是帶兵打仗的方法。

## 辭源
兵法的法語，意義為「戰爭的藝術」。

## 各國兵法

### 中國
《孫子兵法》是世界上最早的兵書之一。在中國被奉為兵家經典，後世的兵書大多受到它的影響，對中國的軍事學發展影響非常深遠。它被翻譯成多種語言，在世界軍事史上也具有重要的地位。
《六韜》是一部集先秦軍事思想之大成的著作，传说是由姜太公所著，對後代的軍事思想有很大的影響，被譽為是兵家權謀類的始祖。《六韜》亦是張良的愛書之一。《六韜》在16世紀傳入日本，18世紀傳入歐洲，現今已翻譯成日、法、朝、越、英、俄等多種文字。
《三十六計》

### 日本
《五輪書》

### 德國
《戰爭論》

## 近代

### 中國最要戰術
超限戰是現代中國兵法最引人注目和最被廣泛使用。現今世界上軍事角力之中，美國處於頂尖地位。中國人民解放軍兩名空軍上校於1999年合著《超限戰》，隨即引起專家的關注並引發了不少討論。超限戰一詞指利用非常規手段突破傳統戰爭的局限，對敵人造成嚴重打擊的一種準戰爭行為，一般是由在軍事上总体較弱或處於劣勢的一方對比較強大的一方發動。「超限戰」可能的手段包括恐怖主義活動、對電腦網絡實施破壞等行為，因此可以稱為國家恐怖主義。由此可見，中國共產黨很早便意識到和美國戰鬥不能用最常規的方法取勝。
游击战在中国有悠久的历史。公元前512年的吴楚之战中，就有游击性质的作战行动。相传为黄帝风后撰写的《握奇经》认为：“游军之形，乍动乍静，避实击虚，视赢挠盛，结陈趋地，断绕四经。”对游击部队的作战行动，作了生动的描述。在中国共产党的武装斗争中游击战具有十分重要的地位，並總結出毛澤東十大軍事原則。抗日战争时期，八路军、新四军广泛在敌后战场开展游击战，發展出多種游击战战法，如破袭战、地雷战、麻雀战、伏击战、地道战、围困战等，但是因兵力少而火力弱，很难独立地進行長時間作戰，只有积极创造条件，以機動力、主動出擊化整為零，消耗敵人戰力、拖延敵人行動、誤導敵人方向，形成敵人心理壓力才可能致勝

## 戰術原理
用通俗的理论来解释，就是新的“木桶理论”（或曰“系统论”）。敌方的军队布阵是一个系统（木桶），其中各个环节相互依存，但由于其防备有限，加之我方用声东击西类似的方法，引诱其关注某些环节而忽视了其他环节，于是我方大力暗度陈仓去攻击其防备松懈的地方，于是整个系统（木桶）就被打乱、打破了，乘胜追击，整个系统（木桶）就会陷入瓦解状态。这里就有一个关键点了，即我方所攻击的“虚”是否是我方想要攻破的系统之必不可少的一部分、一环节，如果不是，那么怎么攻击都是没用的。就好比我方要攻城池，对方的郊区自然是“虚”，但是攻击此处对于敌方是没有什么威胁的，因为一般来说，对方不会看重郊区对成败的影响（特殊情况除外）。

## 延伸阅读
[在维基数据编辑]
 《欽定古今圖書集成·經濟彙編·戎政典·兵法部》，出自陈梦雷《古今圖書集成》

## 外部連結
- 中國兵法 （页面存档备份，存于）
- 超限戰 （页面存档备份，存于）
- 天策府 （页面存档备份，存于）